# Мемориал энергетикам — героям Великой Отечественной войны
Мемориал энергетикам – героям Великой Отечественной войны находится в Туле. Открыт 19 сентября 2020 г. Расположен на Юге Тулы, в районе Ивановских дач, пос. Менделеевский, ул. Льва Толстого. Занимает 1 гектар. Он посвящен не только энергетикам-фронтовикам, но и тем, кто работал в тылу.

## История создания

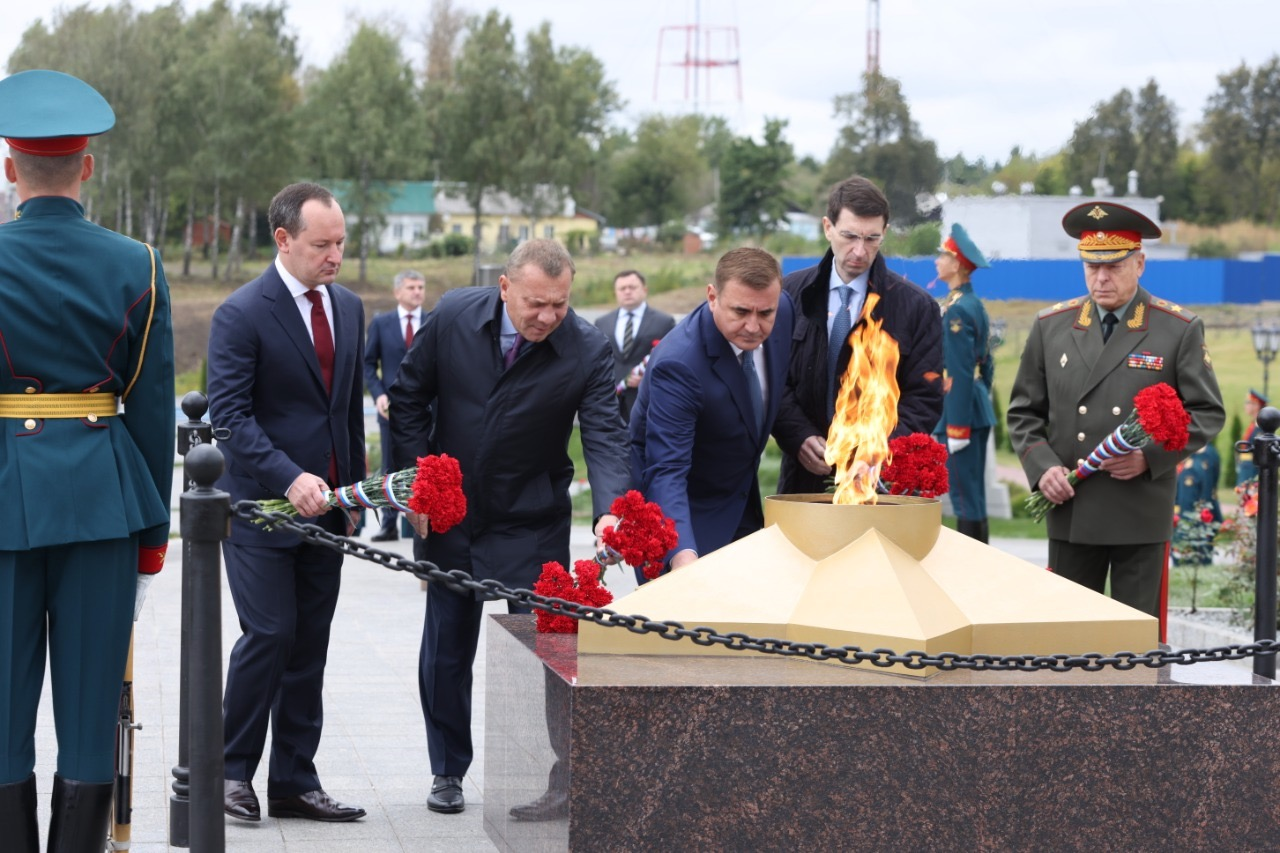
Зажжение Вечного огня. На фото: губернатор Тульской области Алексей Дюмин, Главнокоманующий Сухопутными войсками Олег Салюков, зампред правительства РФ Юрий Борисов, подпред президента в ЦФО Игорь Щеголев и гендиректор «Россетей» Павел Ливинский

Памятник построен по инициативе главы «Россетей» Павла Ливинского и губернатора Тульской области Алексея Дюмина. Оплачивало строительство ПАО «Россети». Проект памятника был выбран сотрудниками предприятия на онлайн-голосовании, в котором участвовало 16 467 человек. 
Строительство началось в 2019 году как подготовка к празднованию 75-летия Победы.

## Внешний вид монумента
Состоит из 5 площадок - по одной на каждый год Великой Отечественной войны - на каждой из которых расположена стела. На стелах высечены имена 72 героев-энергетиков. Среди них имена энергетиков «Россети Урал», награжденных орденами Отечественной войны первой и второй степеней, кавалеров ордена Славы и ордена Красной Звезды. Это Анатолий Нехонов, Петр Захаров и Хайкул Крамник.
В центре — обелиск в виде вышки высоковольтной линии электропередач, высота которой — 1418 см. Столько дней шла война.. Обелиск выполнен из марочной латуни на стальном каркасе. К нему ведет аллея. Обелиск увенчан изображением ордена Победы — высшей награды Великой Отечественной войны. В комплекс также входит Вечный огонь, в Тулу пламя привезли из Москвы. Его зажгли от Вечного огня у Могилы Неизвестного Солдата.